# سیارک ۸۱۸۲۲
سیارک ۸۱۸۲۲ (به انگلیسی: 81822 Jamesearly، نامگذاری:2000KN38) هشتاد و یک هزار و هشتصد و بیست و دومین سیارک کشف شده‌است که در ۲۷ مه ۲۰۰۰ کشف شد.